# Pál Kadosa
Pál Kadosa (Levice (Eslovàquia), 6 de setembre, 1903 - Budapest (Hongria), 30 de març, 1893), dues vegades guanyador del Premi Kossuth, artista meritori i destacat, compositor, pianista i educador musical. Va ser una figura important en la vida pública musical hongaresa i com a educador musical va ser professor de diversos artistes de fama mundial.

## Biografia
Va néixer com Pál Veisz. Va perdre el seu pare a una edat primerenca, així que de petit va viure amb els seus avis a Nagyszombat, també hi va acabar l'escola primària i ja va aprendre a tocar el piano. El 1918, amb quinze anys, es va traslladar a Budapest amb la seva mare, que es va tornar a casar. A la capital, va començar a tocar el piano més seriosament, primer estudiant amb Ilona Pál, després el 1921, després de graduar-se, va ser admès a l'Acadèmia de Música. A la universitat, va estudiar piano amb Arnold Székely i Lili Keleti, i també va estudiar música de cambra amb Leo Weiner i composició amb Zoltán Kodály. Mentrestant, també va aprendre a pintar i dibuixar, i va participar en les belles arts i les societats literàries de l'època. Va mantenir relacions amistoses amb, per exemple, Róbert Berény, Sándor Bortnyik, István Dési Huber, Andor Sugár, Pál Pátzay i György Goldmann. Es va graduar a la universitat el 1927.
Com a pianista, a més de les seves pròpies obres, va considerar la presentació de la música contemporània com una tasca molt important. La seva interpretació del piano recordava fortament la de Bartók, el seu estil d'actuació es caracteritzava per un so complet i ritmes palpitants.
Al llarg de la seva vida, va ser un actor important de la vida pública musical hongaresa. Va ser el fundador dels "Modern Hungarian Musicians", un grup musical establert el 1928, que més tard es va fusionar amb la "New Hungarian Music Association", que es va reorganitzar i va funcionar com a organització membre de la "Internationale Gesellschaft für Neue Musik". A partir de 1932, també va ser una figura definidora de la "New Hungarian Music Association". Durant quatre anys després de 1945, va ser el vicepresident del Consell Cultural, membre de la junta i diverses vegades el president executiu de l'Associació de Músics Hongaresos. També va ser el president del comitè de música de l'Oficina de Drets d'Autor i de l'International Copyright Board. Va ser elegit membre honorari de la Royal Academy of Music de Londres i membre de la "Deutsche Akademia der Künstel.

## La seva tasca com a professor
Va ser un destacat professor de piano. Després de llicenciar-se, va impartir classes a l'Escola de Música Fodor del 1927 al 1943, de la qual va haver d'abandonar per l'avenç del feixisme i la segona Llei jueva i la tercera Llei jueva. El 1943-44 va ensenyar a la "Goldmark Music School", però la seva carrera es va veure gairebé completament interrompuda pel servei laboral. Va ensenyar a l'Acadèmia de Música des de 1945 fins a la seva mort, i va ser el cap del departament de piano. Jenő Jandó, Zoltán Kocsis, György Kurtág, Dezső Ránki, András Schiff i Gyula Kiss van assolir fama mundial com a estudiants seus.

## Compositor

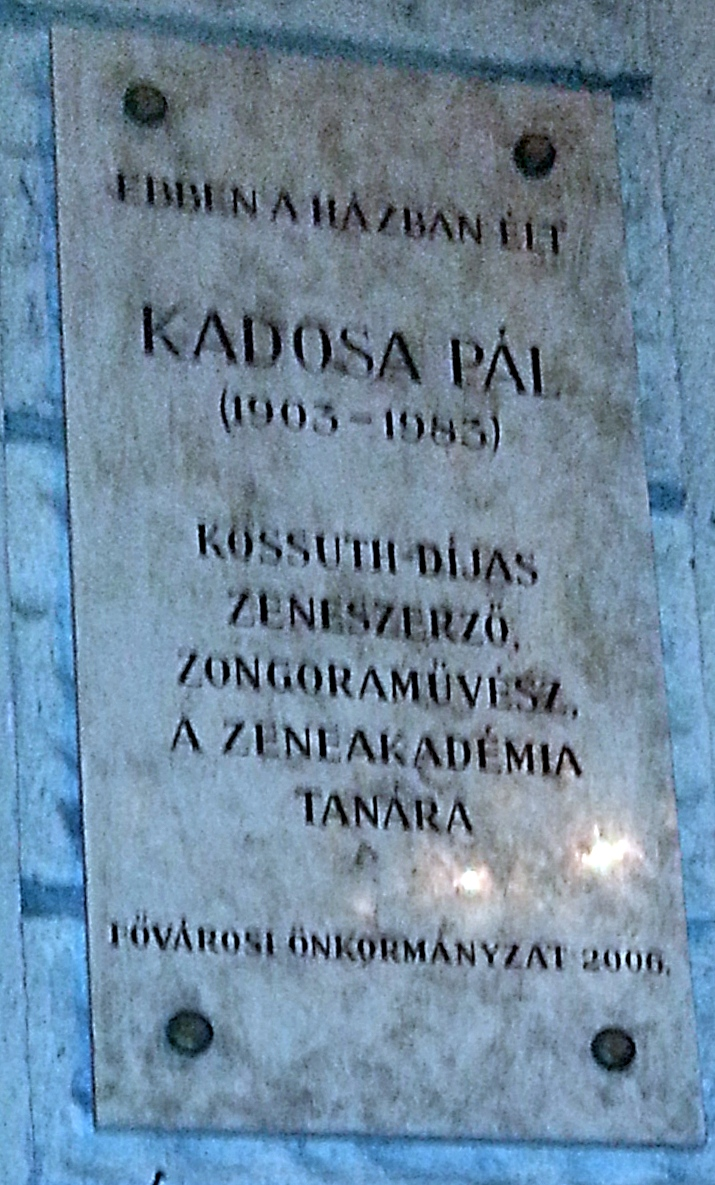
Placa commemorativa de Pál Kadosa al num. 8 de la plaça 15 de març

El seu estil compositiu va ser definit principalment per Bartók i Kodály, però en molts aspectes va estar molt influenciat per les primeres avantguardes i el neoclassicisme alemany. Les seves obres inclouen totes les formes del repertori de música clàssica, va compondre ambdues obres orquestrals, vuit simfonies i una simfonia de cambra, quatre concerts per a piano, dos concerts per a violí i altres concerts, una òpera (Huszti Kaland), obres de cambra, peces per a piano, però va també va escriure obres corals i cançons.
Com a pianista i compositor, va arribar al públic per primera vegada l'any 1923 amb la seva Piano Suite I. Va celebrar la seva primera vetllada d'autor en solitari el 2 de maig de 1933. El mateix any, va aconseguir el seu primer èxit internacional, tocant el seu primer concurs de piano a Amsterdam. Després d'això, va presentar les seves composicions una darrere l'altra a casa seva, a Europa i als Estats Units: la seva sonata per a piano als festivals de Pyrmont i Cassel, el seu divertimento a Venècia, va interpretar el seu quartet de corda a Nova York. Les seves obres van ser publicades per una de les editorials musicals europees més famoses, Schott de Mainz.

## Les seves obres
- Òpera: Huszti kaland. Basat en el conte de Mór Jókai, text de Bence Szabolcsi, 1950 (presentació: Opera House, 1951)
- Simfonies: vuit simfonies (op. 33, 1942; op. 39, 1948; op. 50, 1955; op. 53, 1959; op. 55, 1961; op. 62, 1966; op. 64, 1966; op. 64, 1966; , 1968); Simfonia de cambra (op. 10, 1929)
- Obres del concurs: quatre concerts per a piano (op. 15, 1931; op. 47, 1953; op. 63, 1966); dos concerts de violí; concurs de viola; Concurs per a quartet de corda i petita orquestra; dos concerts per a violí, viola i orquestra
- Altres obres orquestrals: Goriot apó, Modri sziklák  (música d'acompanyament per a obres d'àudio radiofòniques); Guanyadors (partitura per a drama, 1951); Honor i glòria (banda sonora de pel·lícula, director: Viktor Gertler, guionista: István Örkény, 1951) Peça orquestral; Dol (1945); Obertura de març; Ram de camp; Concertino; Simfonia; serenata; dos divertiments
- Música de cambra: Sonata per a violí sol; Sonata per a violí-piano; Trio de corda; Quintet de vent; Trio amb piano; tres quartets de corda (op. 22, 1935; op. 25, 1936; op. 52, 1957); quatre sonates per a piano
- Obres vocals: Irren ist Staatlich - "Lehrstück" per a veu(s) solista, cor i orquestra, op. 17, 1931), cantates, obres corals, cançons de missa, cançons

== Els seus llibres i estudis
- Beethoven i Hongria. New Music Review, 1952
- Informe sobre el Ple de la música alemanya. New Music Review, 1952
- Recordant Bartók. New Music Review, 1955
- Així és com vam veure Kodály. Trenta-cinc records; ed. Ferenc Bónis; Editorial Musical, Budapest, 1979

## Premis
- Kossuth-díj (1950, 1975)
- Érdemes művész (1953)
- Erkel Ferenc-díj (1955, 1962)
- Kiváló művész (1963)

## La seva memòria
Des de 1993, el Csemadok OT i la Societat de Músics Hongaresos a Eslovàquia organitzen cada dos anys un concurs de piano per a pianistes aficionats sota el títol Concurs de piano Pál Léván Kadosa.